# هوپه‌سوسمار
هوپه‌سوسمار (نام علمی: Hupehsuchus) نام یک سرده از رده خزندگان است.